# Tro (instrument)
Tro  (khmer : ទ្រ) est le nom générique donné aux vièles du Cambodge dont la  famille comporte :  tro u, tro sau touch, tro sau thom et tro che à deux cordes, et le tro khmer à trois cordes.

## Tro khmer (trois cordes)
Le tro khmer (khmer : ទ្រខ្មែរ) est une vièle à pique verticale à trois cordes, au corps fait d'une coque de noix de coco. Elle est utilisée dans la musique classique, comme un instrument traditionnel à cordes à archet  du Cambodge. Le corps est fabriqué avec une espèce de noix de coco bien particulière, recouverte d'une peau de serpent à une extrémité et comporte trois ficelles. Les instruments ne sont pas normalisés la taille des noix de coco est variable. Cependant, la cuvette de son de l'instrument peut avoir des dimensions de 16 cm sur 14 cm. Jadis les cordes étaient faites avec de la soie, elles ont été remplacées avec des cordes métalliques dans les années 1960 ce qui a modifié la tonalité de l'instrument.

## Tro sau toch (deux cordes)
Tro sau toch (khmer : (ទ្រសោតូច, littéralement:petit tro sau, est une vièle verticale à deux cordes au corps en bois dur utilisée en musique classique, qui trouve son équivalent avec un instrument traditionnel  thaïlandais appelé "Thai Saw Duan" (Thai:ซอ สาม สาย), littéralement "trois violon à cordes". Le tro sau toch est un instrument cambodgien, utilisé dans la musique classique khmère. C'est un violon vertical à deux cordes en résonance sur une caisse de résonance de forme cylindrique en bois dur, qui mesure 80 mm de large sur 115 mm de long. La dimension du cou est de 700 mm. Les instruments étant pas normalisés, les côtes données sont approximatives. Le jeu du Tro sau toch est différent de celui du Tro khmer. L'extérieur de l'archet glisse sur les cordes, alors que l'une des cordes passe entre le bois et les cheveux de l'archet.

## Discographie
- Kong Nay, Un barde cambodgien : chant et luth chapey (Inédit W260112)
- Prach Choun  ( លោកតាប្រាជ្ញ ឈួន )